# Fjällgrimmia
Fjällgrimmia (Grimmia donniana) är en bladmossart som beskrevs av Smith 1804. Fjällgrimmia ingår i släktet grimmior, och familjen Grimmiaceae. Enligt den finländska rödlistan är arten sårbar i Finland. Arten är reproducerande i Sverige. Artens livsmiljö är fjällklippor, block- och stenmarker. Inga underarter finns listade i Catalogue of Life.

## Bildgalleri

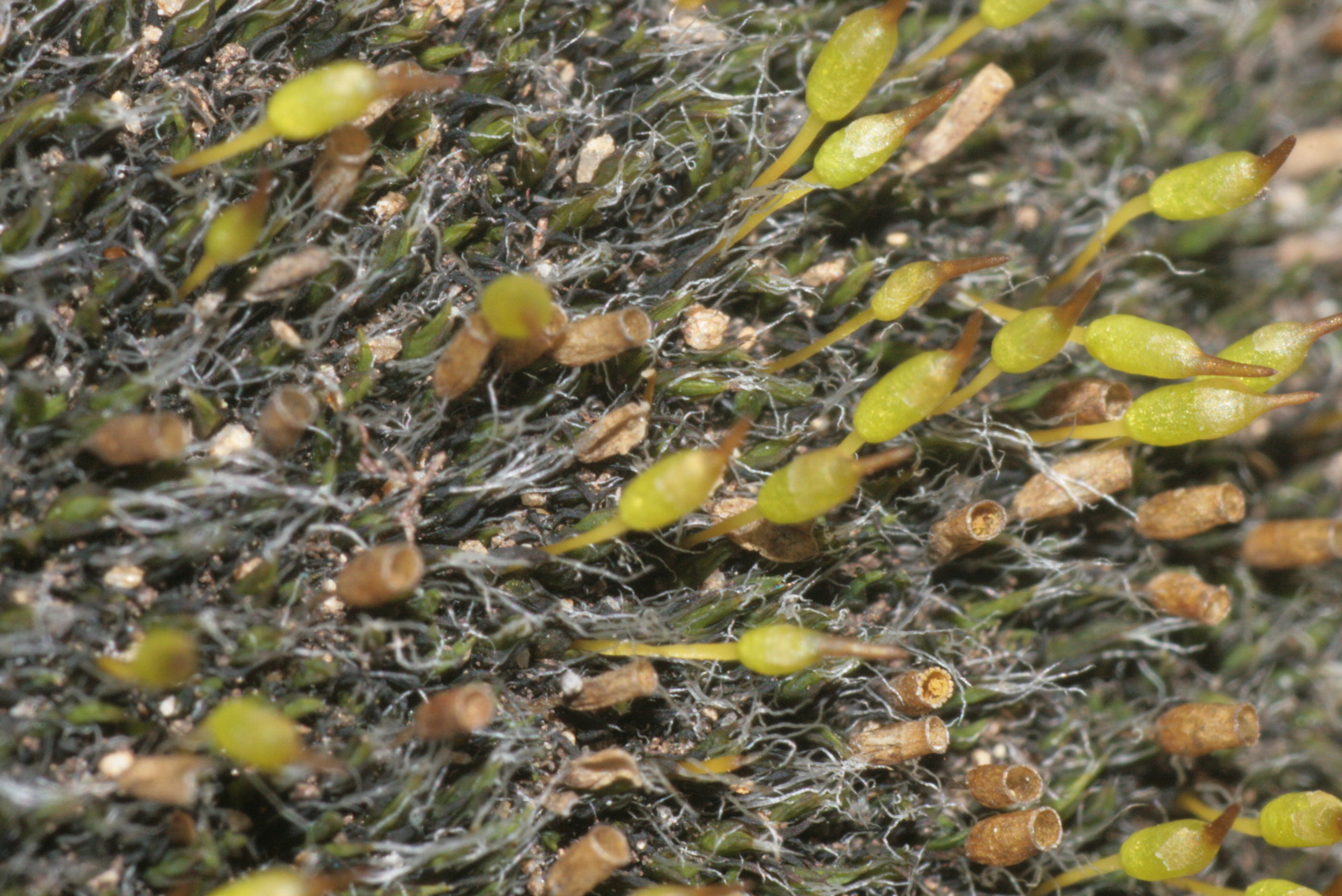
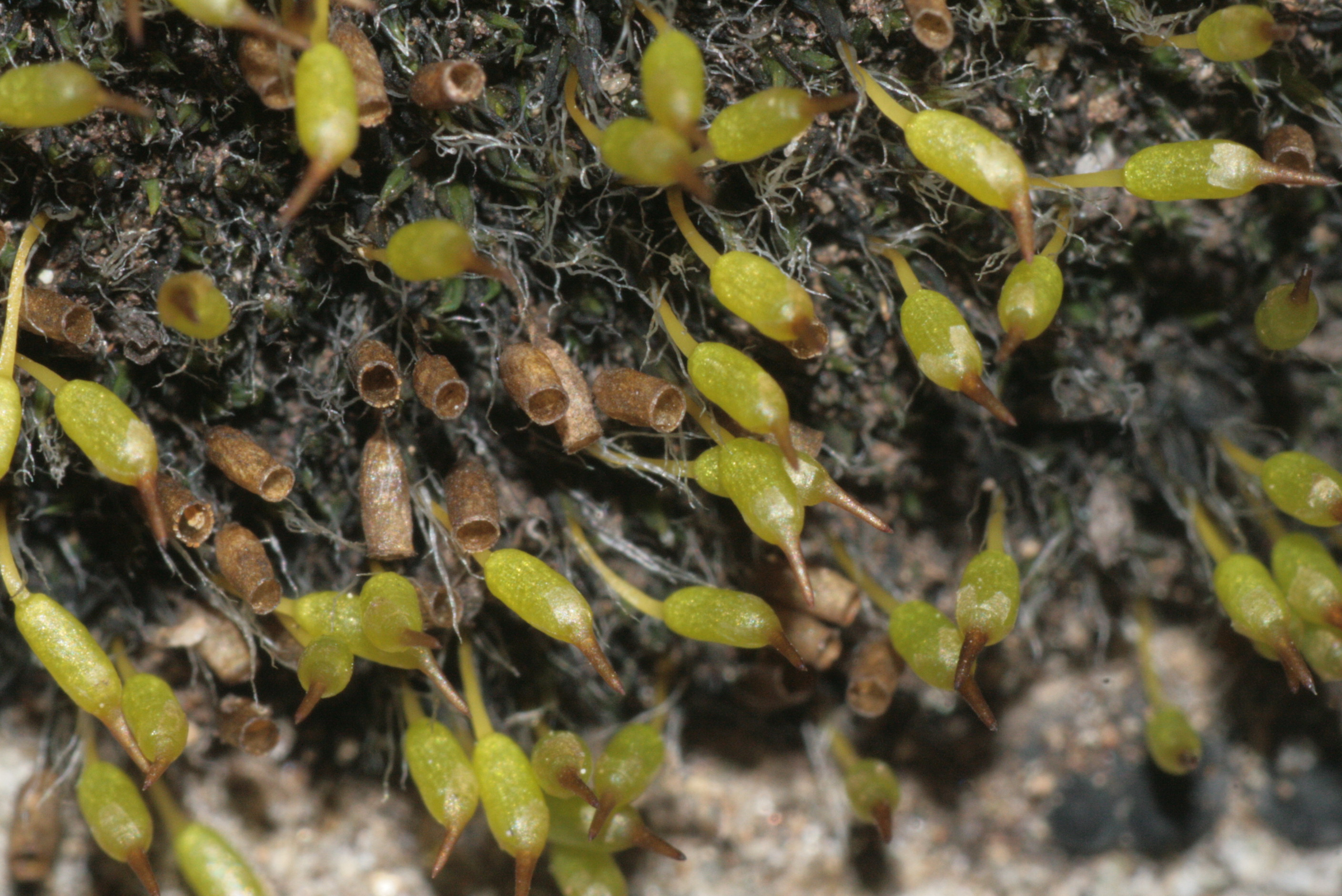
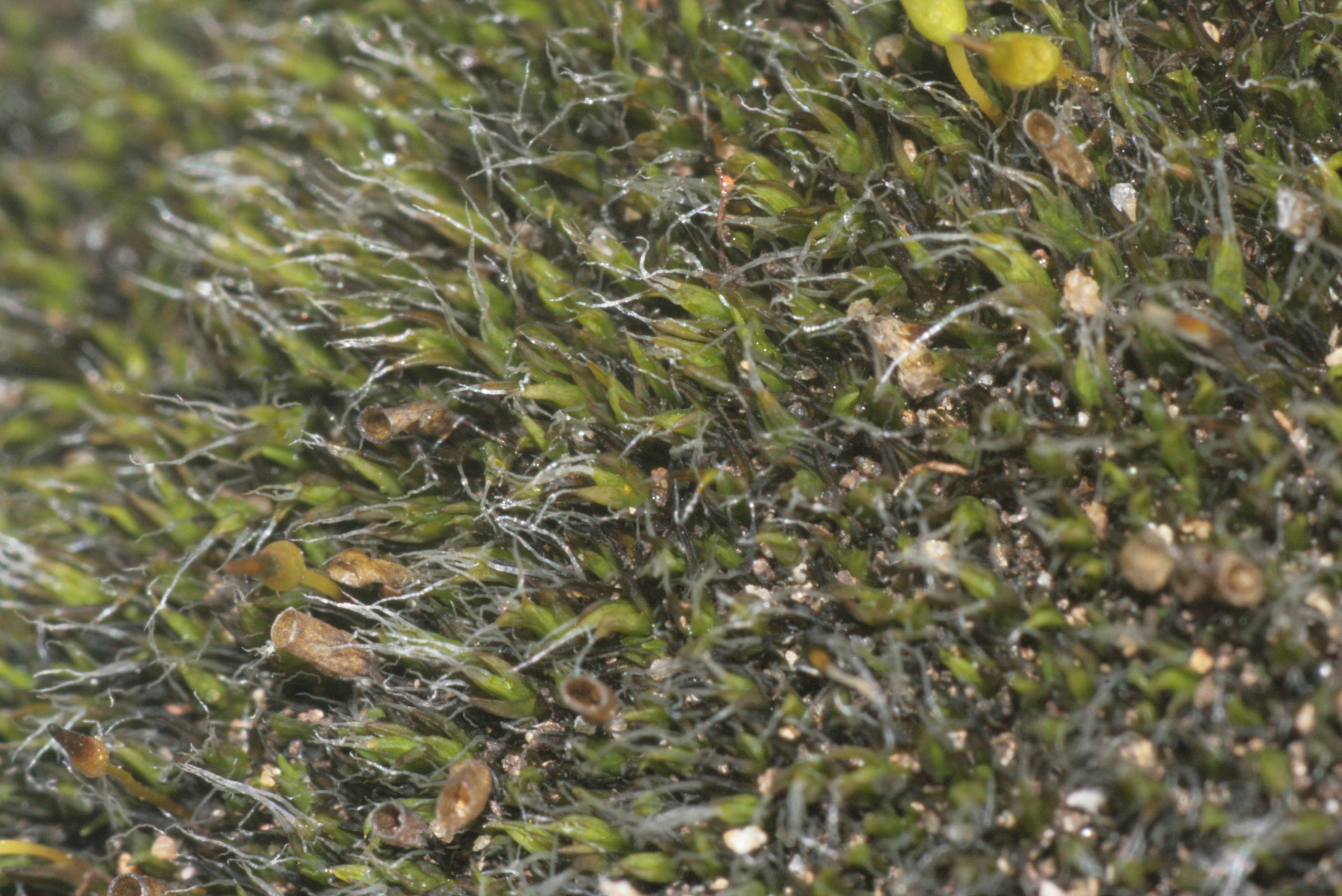
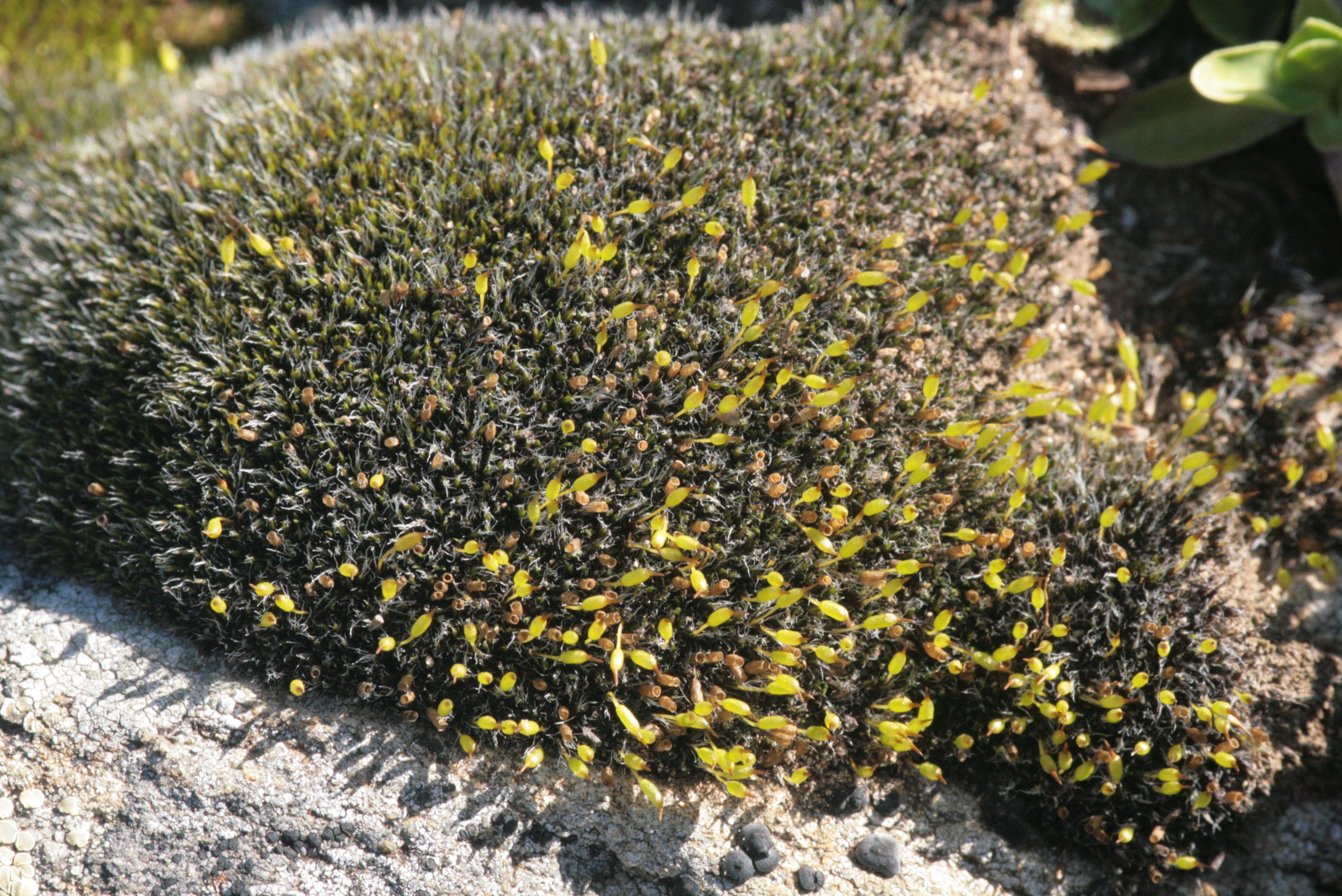
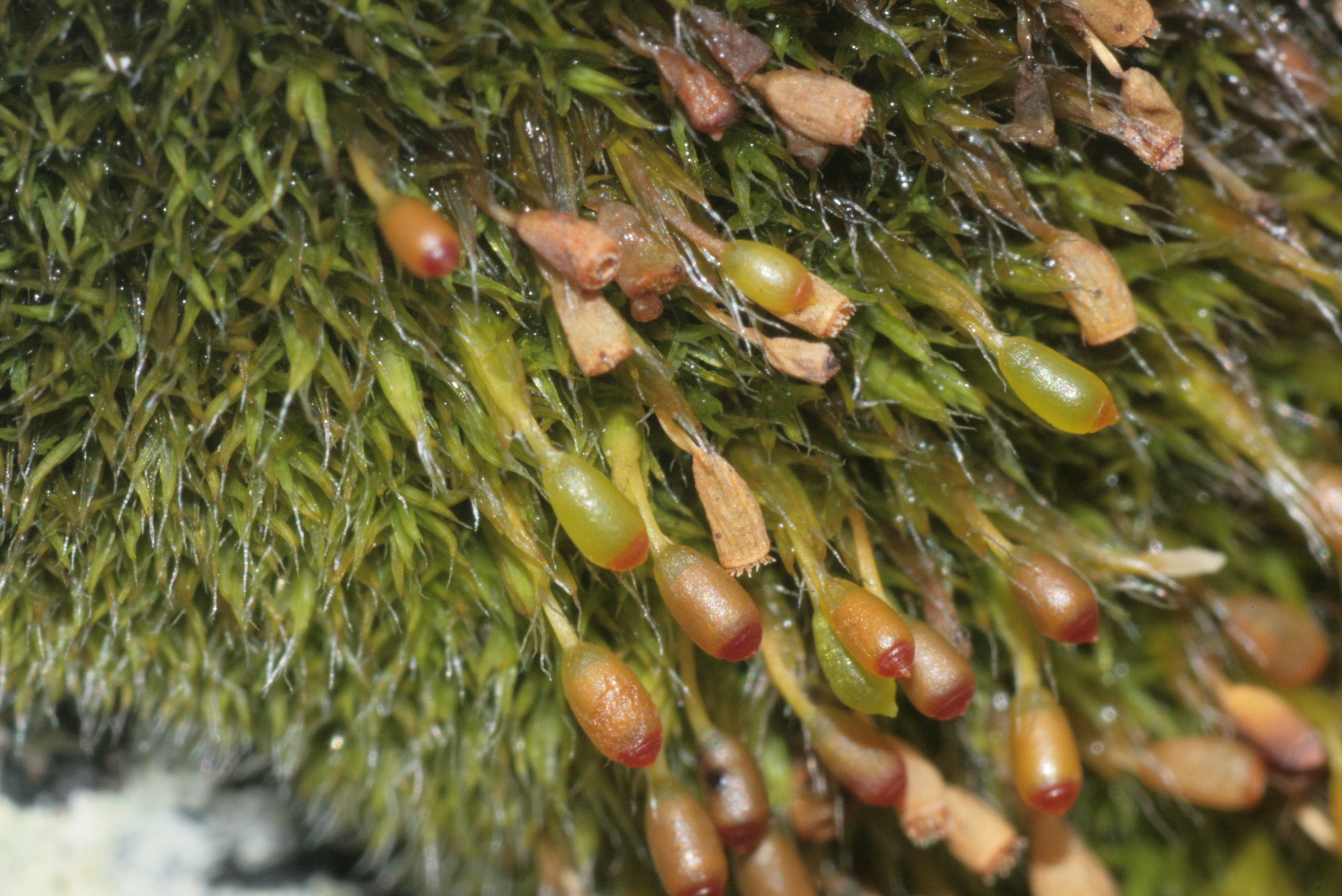